# Mangelia sculpturata
Mangelia sculpturata är en snäckart som beskrevs av Dall 1886. Mangelia sculpturata ingår i släktet Mangelia och familjen kägelsnäckor. Inga underarter finns listade i Catalogue of Life.